# 向草間町
向草間町（むこうくさまちょう）は、愛知県豊橋市の地名。

## 地理
豊橋市南西部に位置する。東は高師町、西は一色町・城山町、南は松井町、北は草間町・内張町に接する。

### 字一覧
- 北新切（きたしんきり）[WEB 5]
- 日雇取（ひようとり）[WEB 5]
- 向郷（むこうごう）[WEB 5]
- 向中（むこうなか）[WEB 5]
- 向西（むこうにし）[WEB 5]

### 通学区域
|              | 小学校             | 中学校             | 高等学校 |
| ------------ | ------------------ | ------------------ | -------- |
| ほぼ全域     | 豊橋市立磯辺小学校 | 豊橋市立南陽中学校 | 三河学区 |
| 字向西(一部) | 豊橋市立芦原小学校 | 豊橋市立本郷中学校 | 三河学区 |

## 歴史

### 人口の変遷
国勢調査による人口および世帯数の推移。
| 1995年（平成7年）  | 424世帯 1349人 |  |
| 2000年（平成12年） | 482世帯 1363人 |  |
| 2005年（平成17年） | 534世帯 1433人 |  |
| 2010年（平成22年） | 605世帯 1617人 |  |
| 2015年（平成27年） | 657世帯 1739人 |  |

### 沿革
- 1932年（昭和7年） - 高師村磯辺の一部により、豊橋市向草間町が成立[2]。
- 1965年（昭和40年） - 一部が城山町に編入される[2]。
- 1983年（昭和58年） - 一部が内張町に編入される[2]。

## 交通
- 国道259号[1]

## 施設
- 曹洞宗東光寺[1]
- 素戔嗚社[1]

### WEB
1. ↑  “愛知県豊橋市の町丁・字一覧”.   人口統計ラボ. 2023年4月13日閲覧。
2. ↑  総務省統計局 (2017年1月27日). “平成27年国勢調査の調査結果(e-Stat) - 男女別人口及び世帯数 －町丁・字等” (CSV). 2021年7月21日閲覧。
3. ↑  “愛知県豊橋市の郵便番号一覧”.   日本郵便. 2023年4月13日閲覧。
4. ↑  “市外局番の一覧” (PDF).   総務省 (2022年3月1日). 2022年3月22日閲覧。
5. 1 2 3 4 5  “愛知県豊橋市 住所一覧から地図を検索”.   ONE COMPATH. 2023年8月17日閲覧。
6. 1 2 3 4  豊橋市教育部学校教育課 (2025年4月1日). “校区早見表（R7.4.1現在）” (PDF).   豊橋市. 2025年7月14日閲覧。
7. ↑  総務省統計局 (2014年3月28日). “平成7年国勢調査の調査結果(e-Stat) - 男女別人口及び世帯数 －町丁・字等” (CSV). 2021年7月20日閲覧。
8. ↑  総務省統計局 (2014年5月30日). “平成12年国勢調査の調査結果(e-Stat) - 男女別人口及び世帯数 －町丁・字等” (CSV). 2021年7月20日閲覧。
9. ↑  総務省統計局 (2014年6月27日). “平成17年国勢調査の調査結果(e-Stat) - 男女別人口及び世帯数 －町丁・字等” (CSV). 2021年7月21日閲覧。
10. ↑  総務省統計局 (2012年1月20日). “平成22年国勢調査の調査結果(e-Stat) - 男女別人口及び世帯数 －町丁・字等” (CSV). 2021年7月21日閲覧。
11. ↑  総務省統計局 (2017年1月27日). “平成27年国勢調査の調査結果(e-Stat) - 男女別人口及び世帯数 －町丁・字等” (CSV). 2021年7月21日閲覧。

### 書籍
1. 1 2 3 4 5  「角川日本地名大辞典」編纂委員会 1989, p. 1797.
2. 1 2 3  「角川日本地名大辞典」編纂委員会 1989, p. 1316.